# Излап (село)
Излап — село в Солтонском районе Алтайского края. Входит в состав Макарьевского сельсовета.

## История
Основано в 1886 г. В 1928 году село Излап 2-й состояло из 264 хозяйств, основное население — русские. В административном отношении являлось центром Излапского 2-го сельсовета Солтонского района Бийского округа Сибирского края.

## Население
| 1926 | 1997 | 1998 | 1999 | 2000 | 2001 |
| ---- | ---- | ---- | ---- | ---- | ---- |
| 1120 | ↘310 | ↗319 | ↘303 | ↗307 | ↘288 |
| 2002 | 2003 | 2004 | 2005 | 2006 | 2007 |
| ↘277 | ↘273 | ↘269 | ↘254 | ↗271 | ↘244 |
| 2008 | 2009 | 2010 | 2011 | 2012 | 2013 |
| ↗257 | ↘241 | ↘230 | ↘224 | ↘217 | ↘213 |

Национальный состав
Согласно результатам переписи 2002 года, в национальной структуре населения русские составляли 99 %.